# Неретский район
Неретский район (латыш. Neretas rajons) — бывший административный район Латвийской ССР. 
Создан 31 декабря 1949 году декретом президиума Верховного Совета Латвийской ССР за создание районов. Неретский район был образован путем объединения территорий Екабпилсского уезда, городов Виесите и Элкшню, части волости Маззалве, Неретской волости, волости Ритес, волости Саукас, Виеситской волости и Задвеской волости . Центр района - рабочий поселок Нерета. С 1952 по 1953 год Неретский район входил в состав Даугавпилсской области. 14 июня 1954 года были ликвидированы сельсоветы Апшукалнс, Грицгале, Яунсака, Клауце, Мемелес, Неретас и Ошкална. 26 октября 1956 года ликвидирован сельсовет Виесите.     
7 декабря 1956 года Неретский район был ликвидирован, территория района была включена в состав Екабпилсского района. На момент ликвидации Неретский район включал в себя 1 город и 15 сельсоветов.